# Rhynchostylis retusa
Lan đuôi chồn (danh pháp khoa học: Rhynchostylis retusa) là một loài lan trong phân họ Epidendroideae. Chúng thường sống ở vùng rừng đất thấp hơn 700m trên mực nước biển, trải dài từ Việt Nam, Lào, Malaya, Singapore, Thái Lan, Sri Lanka và Ấn Độ.
Mô tả:
Là loài lan khá phổ biến, sống phụ sinh trên các thân cây có vỏ xù xì, nhiều rêu, địa y... chủ yếu gặp từ độ cao 500-700, tại Việt Nam, khu vực Tây Bắc ghi nhận có khai thác được loài này. Chủ yếu bám trên các tán cây bằng lăng cổ thụ.
Rễ: Tại Việt Nam các tên gọi Lan Đuôi chồn để chỉ loài có rễ to, dài, phân biệt với Lan Đuôi cáo rễ và lá nhỏ hơn.
Đặc biệt có cá thể có thể do biến dị hoặc do tác nhân bên ngoài gây ảnh hưởng và lá mọc xoáy theo hình tròn, có cá thể lá nhỏ, thuôn dài, có cá thể là dày, ngắn có nếp nhăn.

## Hình ảnh

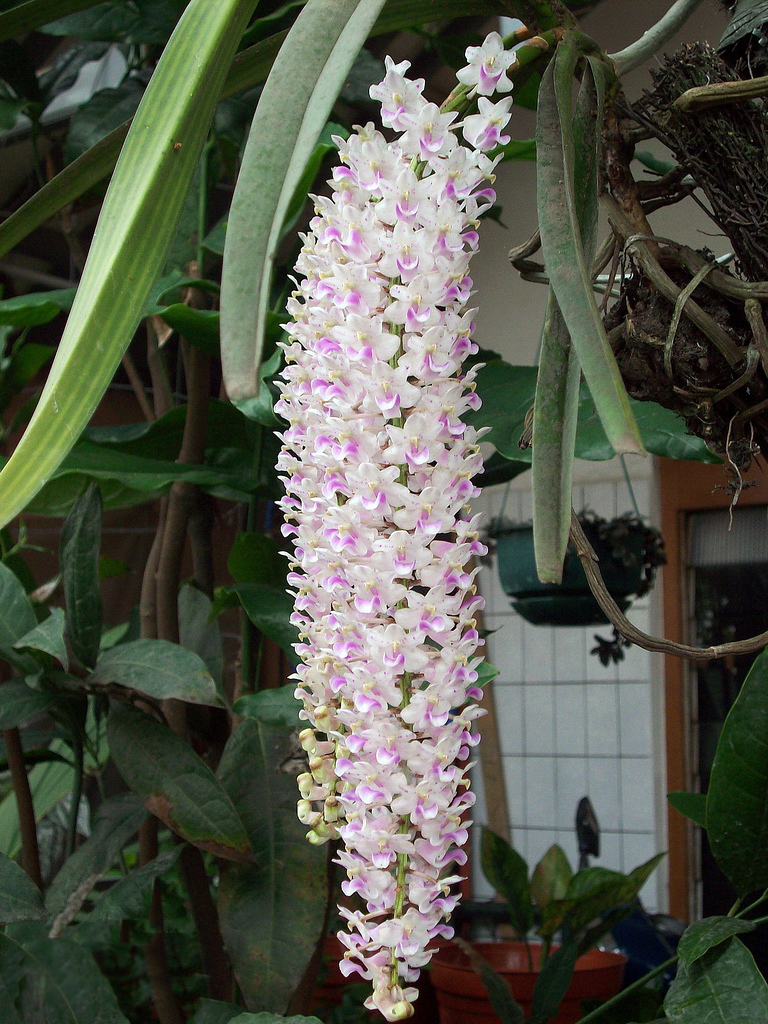
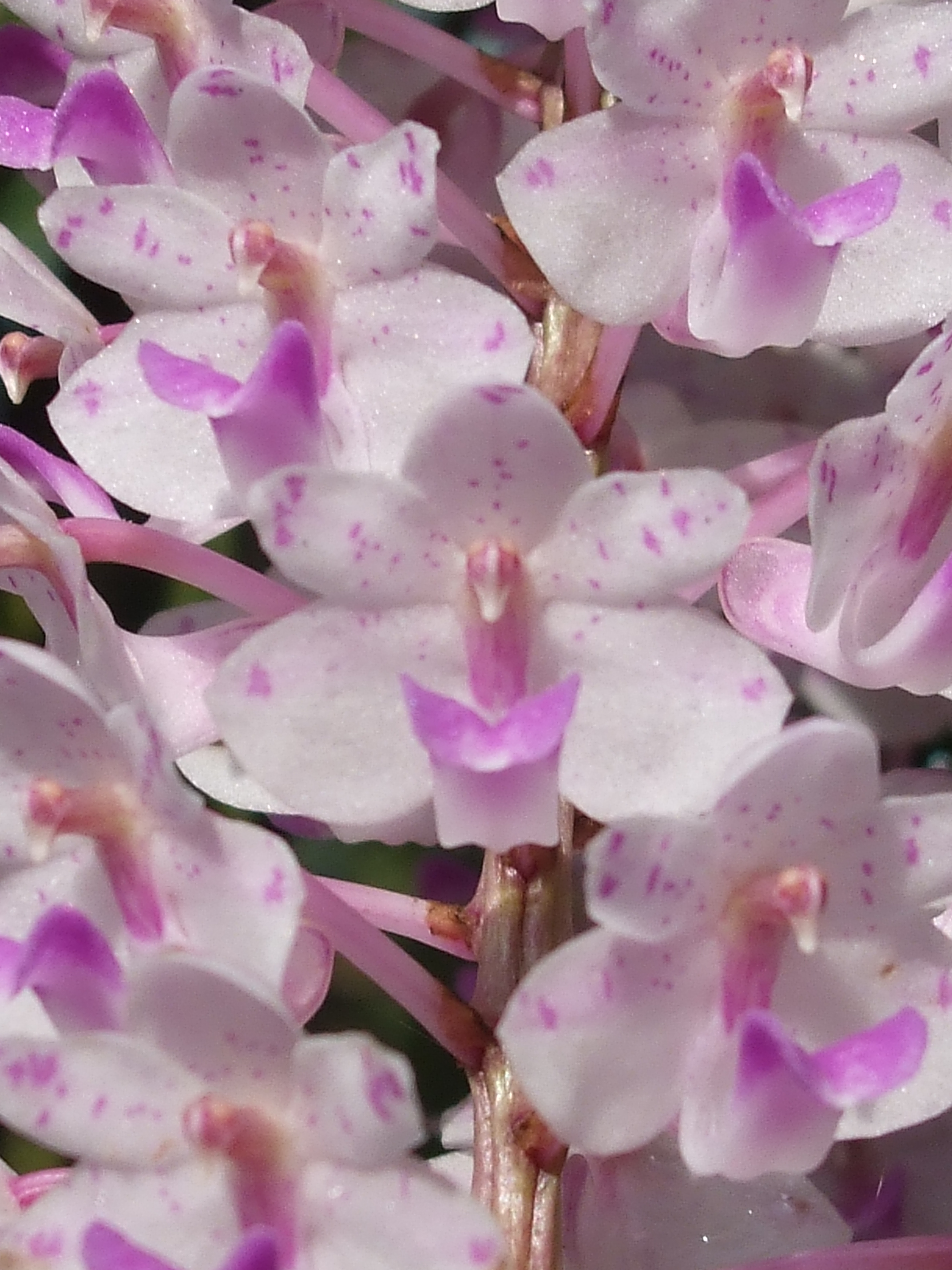
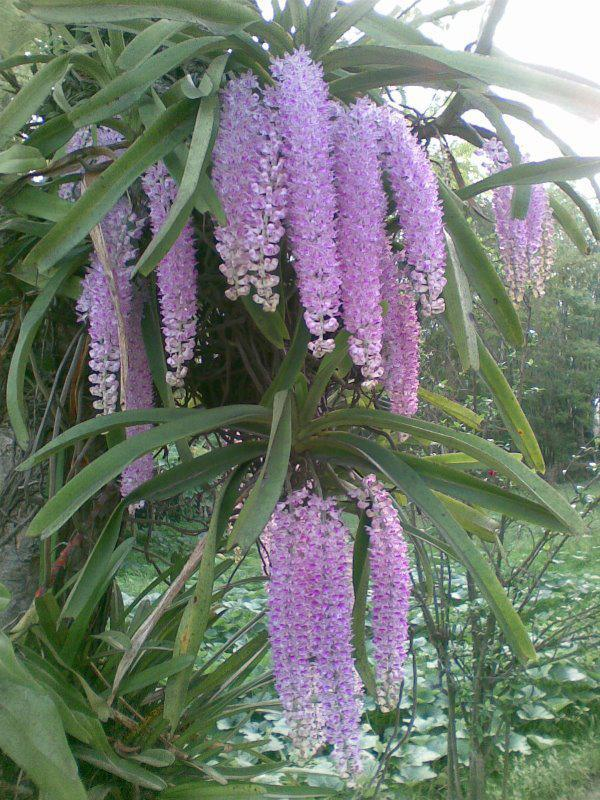
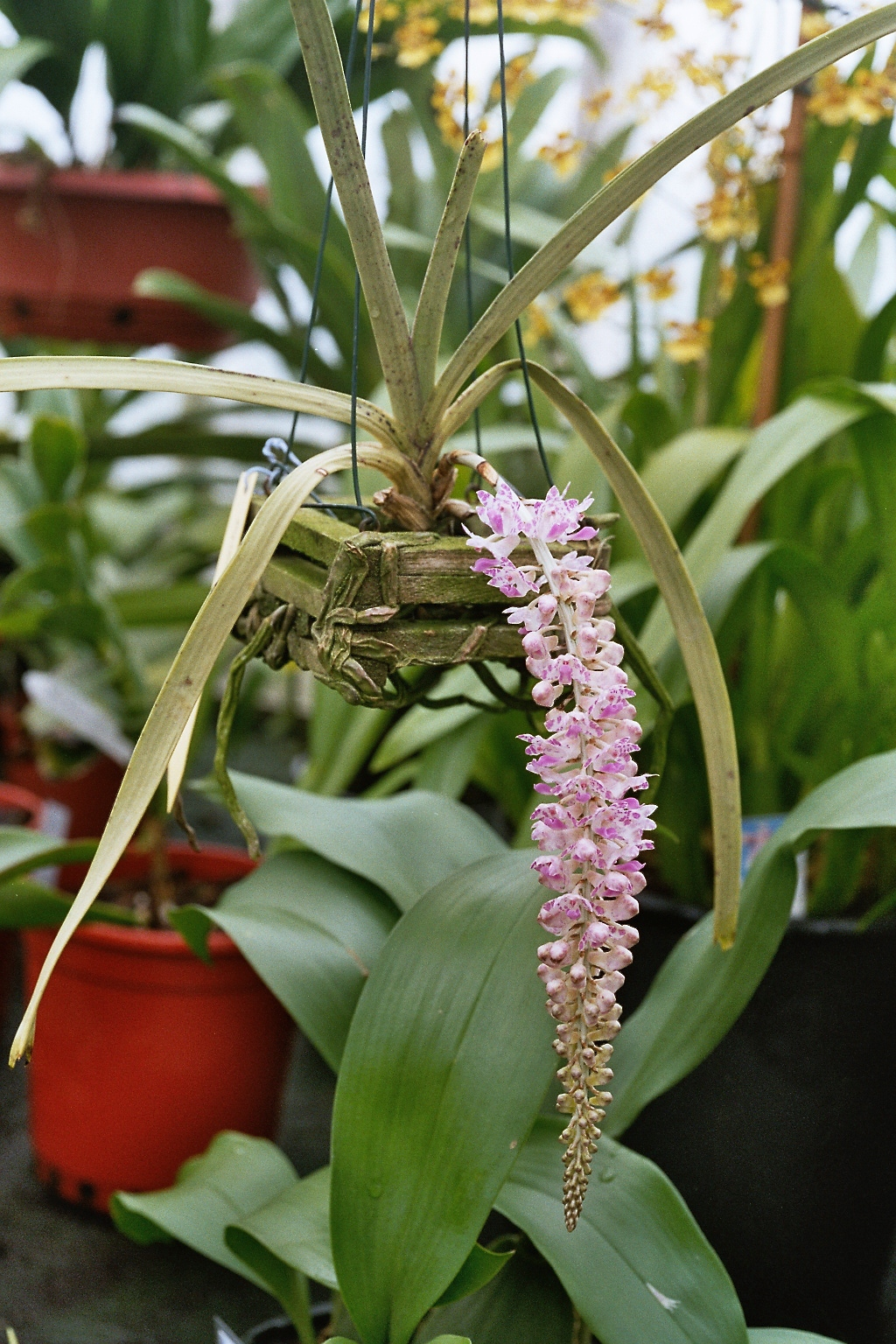